# Prowincja Narathiwat
Narathiwat (taj. นราธิวาส) – jedna z prowincji (changwat) Tajlandii nad Zatoką Tajlandzką na Półwyspie Malajskim. Sąsiaduje z prowincjami Yala i Pattani oraz malezyjskim stanem Kelantan.
Narathiwat w języku tajskim oznacza „miejsce, gdzie mieszkają dobrzy ludzie”.